# Michel Pineda Ozaeta
Michel Pineda Ozaeta (Gien, 9 de juny de 1964) és un exfutbolista professional francès que va jugar de davanter a la Ligue 1 i a la Lliga espanyola.

## Clubs
Va jugar des de l'any 1982 fins a 1984 a l'AJ Auxerre francès. Després va fitxar per l'Espanyol de Barcelona en el qual va jugar fins a 1989. El seu primer partit oficial amb els blanc-i-blaus va ser l'1 de setembre de 1984 davant l'Atlètic de Madrid, partit que va finalitzar amb empat a zero. La seva primera temporada va ser bona, va disputar 32 partits i va marcar 14 gols ajudant a l'equip a finalitzar vuitè. Però sens dubte la millor temporada va ser la 1983-84, ja que va disputar 40 partits marcant 13 gols importants per a l'equip que va acabar la lliga en tercer lloc. Va disputar 164 partits i va marcar 45 gols.
Va anar llavors de tornada al seu país, a jugar en l'Sporting Toulon Var fins a l'any 1993. Va retornar després a la lliga espanyola, al Real Racing Club de Santander en el qual va jugar 37 partits i va marcar 4 gols. Per a acabar la seva carrera futbolística va jugar la temporada 94/95 en la Unió Esportiva Lleida marcant tres gols en 23 partits i finalment al Deportivo Alavés en el qual va jugar nou partits sense marcar gols.